# Grand Theft Auto (serija videoiger)
Grand Theft Auto (GTA) je serija akcijsko-pustolovskih videoiger, ki sta jih ustvarila David Jones in Mike Dailly. Kasnejše izdaje so bile razvite pod vodstvom bratov Dana in Sama Houserja, Leslieja Benziesa in Aarona Garbuta. Razvija jih britanska razvojna hiša Rockstar North (prej DMA Design), izdaja pa matična družba Rockstar Games. Naslovni izraz »grand theft auto« je iz ameriške zakonodaje, nanaša se na krajo motornih vozil.
Igre so postavljene v odprt svet, kjer lahko igralec opravlja misije za napredovanje glavne zgodbe in sodeluje v različnih stranskih dejavnostih. Večina igre se vrti okoli vožnje in streljanja z občasnimi elementi igranja vlog in skrivanja pred nasprotniki. Serija vsebuje tudi elemente starejših pretepaških iger iz 16-bitne dobe. Igre iz serije se odvijajo v izmišljenih krajih po vzoru resničnih mest v različnih časovnih obdobjih od zgodnjih šestdesetih let pa vse do 10-ih let 21. stoletja. Prvotni zemljevid igre je vključeval tri mesta: Liberty City (na podlagi New Yorka), San Andreas (na podlagi San Francisca) in Vice City (na podlagi Miamija), vendar so se poznejše igre osredotočale na eno samo mesto. Običajno je šlo za enega od prvotnih treh krajev, ki je bil preoblikovan in znatno razširjen. Serija se osredotoča na različne protagoniste, ki se skušajo dvigniti iz kriminalnega podzemlja, vendar se njihovi motivi za to v vsaki igri razlikujejo. Antagonisti so običajno liki, ki so izdali protagonista ali njegovo organizacijo ali liki, ki imajo največji vpliv in z njim ovirajo napredek protagonista. Likom v igrah je svoj glas posodilo več filmskih in glasbenih zvezd, med njimi Ray Liotta, Dennis Hopper, Samuel L. Jackson, William Fichtner, James Woods, Debbie Harry, Axl Rose in Peter Fonda.
DMA Design je serijo pričel leta 1997 z izdajo igre Grand Theft Auto. Do leta 2020 je izšlo sedem glavnih izdaj in štiri razširitvene. Tretja glavna izdaja, Grand Theft Auto III, ki je izšla leta 2001, velja za prelomno igro, saj je serija vstopila v tridimenzionalno (3D) obdobje in s tem bolj poglobljeno izkušnjo. Nadaljevanja so gradila na konceptu te igre in za to prejeli veliko priznanj. Vplivale so tudi na druge akcijske igre z odprtim svetom in privedle do oznake »klon Grand Theft Auta« za podobne izdaje.
Serija je doživela velik prodajni in kritiški uspeh, saj so bile vse glavne izdaje iz 3D obdobja franšize uvrščene med najboljše in najbolj prodajane igre. Po drugi strani je močno kontroverzna zaradi elementov nasilja in spolnosti. Prodanih je bilo več kot 370 milijonov izvodov, s čimer se je med franšizami po prodajanosti uvrstila na peto mesto. Leta 2006 je bila serija Grand Theft Auto predstavljena na seznamu britanskih oblikovalskih ikon Great British Design Quest, ki sta ga oblikovala BBC in Design Museum. Leta 2013 je The Telegraph serijo uvrstil med najuspešnejše britanske izvozne artikle.

## Izdaje

### Glavne izdaje
| 1997 | Grand Theft Auto                                       |
| 1998 |                                                        |
| 1999 | Grand Theft Auto: London 1969                          |
| 1999 | Grand Theft Auto: London 1961                          |
| 1999 | Grand Theft Auto 2                                     |
| 2000 |                                                        |
| 2001 | Grand Theft Auto III                                   |
| 2002 | Grand Theft Auto: Vice City                            |
| 2003 | Grand Theft Auto: Double Pack                          |
| 2004 | Grand Theft Auto: San Andreas                          |
| 2004 | Grand Theft Auto Advance                               |
| 2005 | Grand Theft Auto: The Trilogy                          |
| 2005 | Grand Theft Auto: Liberty City Stories                 |
| 2006 | Grand Theft Auto: Vice City Stories                    |
| 2007 |                                                        |
| 2008 | Grand Theft Auto IV                                    |
| 2009 | Grand Theft Auto IV: The Lost and Damned               |
| 2009 | Grand Theft Auto: Chinatown Wars                       |
| 2009 | Grand Theft Auto: The Ballad of Gay Tony               |
| 2010 |                                                        |
| 2011 |                                                        |
| 2012 |                                                        |
| 2013 | Grand Theft Auto V                                     |
| 2013 | Grand Theft Auto Online                                |
| 2014 |                                                        |
| 2015 |                                                        |
| 2016 |                                                        |
| 2017 |                                                        |
| 2018 |                                                        |
| 2019 |                                                        |
| 2020 |                                                        |
| 2021 | Grand Theft Auto: The Trilogy – The Definitive Edition |

Serija Grand Theft Auto je razdeljena na ločene izmišljene svetove oz. obdobja, ki so poimenovana po primarni ravni grafičnih zmogljivosti tiste dobe. Izvorni Grand Theft Auto (GTA), njegove razširitve in nadaljevanje veljajo za »2D vesolje«, Grand Theft Auto III (GTA III) in njegova nadaljevanja sestavljajo »3D vesolje«, Grand Theft Auto IV (GTA IV), njegove razširitve in Grand Theft Auto V (GTA V) pa predstavljajo »HD vesolje«. Vsako vesolje velja za ločeno, pri čemer si delijo samo blagovne znamke, imena krajev in stranske like.
GTA, prva igra iz serije, je bila za Microsoft Windrows in MS-DOS izdana novembra 1997, leta 1998 je izšla za PlayStation in leta 1999 še za Game Boy Color. Grand Theft Auto 2 (GTA 2) je bil izdan leta 1999 za Microsoft Windows, kasneje pa je bil izdan še v različicah za PlayStation, Dreamcast in Game Boy Color.
Na PlayStationu 2 so izšli trije naslovi iz glavnega dela serije, ki so bili naknadno ponovno izdani na več platformah. Po dogovoru med Take-Two Interactive in Sony Computer Entertainment so bili začasno ekskluzivni za PlayStation 2, kasneje pa so bili izdani še za Microsoft Windows in Xbox. GTA III iz leta 2001 je prešel iz dvodimenzionalne (2D) grafike prvih dveh iger na tridimenzionalno (3D) grafiko. Leta 2002 je izšel Grand Theft Auto: Vice City (GTA VC), ki je prvi vključeval govorečega protagonista, ki mu je glas posodil Ray Liotta. Grand Theft Auto: San Andreas (GTA SA) iz leta 2004 je uvedel nove elemente, kot so vizualno urejanje protagonista in veliko igralno območje, ki zajema tri mesta in okoliško podeželje.
Dve glavni izdaji sta izšli za PlayStation 3 in Xbox 360. GTA IV iz leta 2008 se je osredotočil na realizem in podrobnosti, odstranil pa različne funkcije prilagajanja protagonista in hkrati dodal spletni način za več igralcev. Leta 2013 je izšel GTA V, ki je kot prvi vseboval tri protagoniste. Dosegel je velik finančni uspeh in podrl številne rekorde. Kasneje je bil ponovno izdan z različnimi izboljšavami, leta 2014 za PlayStation 4 in Xbox One, leta 2015 pa za Microsoft Windows. Marca 2022 so izšle še različice za PlayStation 5 in Xbox Series X ter S.
4. februarja 2022 so pri Rockstarju potrdili, da je razvoj novega dela serije »dobro v teku«.

### Druge igre
V seriji so izšle še številne dodatne igre in razširitveni paketi. Leta 1999 je izvorna igra dobila dva razširitvena paketa: Grand Theft Auto: London 1969 in Grand Theft Auto: London 1961, ki sta se, kot nakazujeta že naslova, odvijala v izmišljeni različici Londona in vsebovala nove misije in like. Grand Theft Auto Advance, ki je izšel leta 2004 izključno za Game Boy Advance, je vseboval ptičjo perspektivo, podobno kot v prvih dveh glavnih igrah serije, ob tem pa je imel enako prizorišče kot Grand Theft Auto III, kateremu je služil kot predzgodba. Tri igre so izšle za PlayStation Portable, in sicer Grand Theft Auto: Liberty City Stories (GTA LCS) iz leta 2005, ki je predzgodba igre GTA III, Grand Theft Auto: Vice City Stories (GTA VCS) iz leta 2006, ki je predzgodba igre Grand Theft Auto: Vice City, in Grand Theft Auto: Chinatown Wars (GTA CTW) iz leta 2009, ki ima enako prizorišče kot Grand Theft Auto IV, vendar zgodbi nista povezani. Prvi dve igri sta bili kasneje izdani še za PlayStation 2, GTA CTW pa je najprej izšla za Nintendo DS in šele kasneje za PlayStation Portable. Leta 2009 sta bila izdana Grand Theft Auto: The Lost and Damned (GTA TLAD) in Grand Theft Auto: The Ballad of Gay Tony (GTA TBOGT) kot razširitvena paketa za Grand Theft Auto IV za Xbox 360. Ta ekskluzivnost je bila rezultat strateškega partnerstva med Rockstarjem in Microsoftom. Razširitvi sta se osredotočili na like, ki so igrali sorazmerno manjšo vlogo v glavni igri in katerih zgodbe se odvijajo sočasno z Grand Theft Auto IV. Obe sta bili pozneje izdana še za PlayStation 3 in Microsoft Windows kot del kompilacije z naslovom Grand Theft Auto: Episodes from Liberty City, ki je bila na voljo tudi za Xbox 360.
Številne igre iz serije so izšle tudi za mobilne naprave. GTA CTW je bil leta 2010 izdan za iOS in leta 2014 za Android in Fire OS. Ob deseti obletnici sta bila GTA III (leta 2011) in GTA VC (leta 2012) ponovno izdana za iOS in Android. Leta 2013 je bil na iOS, Android, Windows Phone in RT prenešen tudi GTA SA. Ob deseti obletnici igre leta 2014 je bil ponovno izdan še za Xbox 360, naslednje leto pa še za PlayStation 3. Leta 2015 je bil GTA LCS prenešen na iOS, Android in Fire OS.

### Kompilacije
Grand Theft Auto: Double Pack je izšel leta 2003 za PlayStation 2 in Xbox ter je vključeval GTA III in GTA VC. Leta 2005 je bila za Xbox izdana kompilacija Grand Theft Auto: The Trilogy, ki je vsebovala GTA III, GTA VC in GTA SA. Kasneje je izšla še za PlayStation 2, Windows, Mac OS X in PlayStation 4. Trilogija je služila tudi kot prenovljena izdaja za GTA SA, ki so ga morali umakniti iz prodaje zaradi kontroverznega načina Hot Coffee (Vroča kava). Poročilo iz avgusta 2021 je namignilo, da je Rockstar Dundee vodil razvoj prenovljene (remaster) različice trilogije z uporabo orodja Unreal Engine. Nekaj podrobnosti je ušlo v javnost, preden je 8. oktobra 2021 Rockstar uradno napovedal Grand Theft Auto: The Trilogy – Definitive Edition. Igre vključujejo grafične nadgradnje in nadgradnje igre ter so nadomestile obstoječe različice pri digitalnih prodajalcih. Izdali so jih za Microsoft Windows, Nintendo Switch, PlayStation 4, PlayStation 5, Xbox One in Xbox Series X/S 11. novembra 2021. Različici za Android in iOS bosta izšli leta 2022.
Grand Theft Auto: Episodes from Liberty City je samostojna kompilacija dveh razširitvenih paketov za GTA IV. Na enem disku vsebuje GTA TLAD in GTA TBOGT. Izšla je 29. oktobra 2009 za Xbox 360 in 13. aprila 2010 za Microsoft Windows in PlayStation 3. Microsoft je to izdajo februarja 2017 dodal na svoj združljivostni seznam za Xbox One. Izdajo so leta 2020 ukinili in jo zamenjali z različico Grand Theft Auto IV: Complete Edition za samo enega igralca.
| Leto                                           | Naslov                                                 | Razvijalec                   | Platforma                                     | Platforma      | Platforma        | Platforma              | Platforma      | Vesolje       |
| Leto                                           | Naslov                                                 | Razvijalec                   | Domača konzola                                | Računalnik     | Prenosna konzola | Mobilno                | Drugo          | Vesolje       |
| Glavne izdaje                                  | Glavne izdaje                                          | Glavne izdaje                | Glavne izdaje                                 | Glavne izdaje  | Glavne izdaje    | Glavne izdaje          | Glavne izdaje  | Glavne izdaje |
| ---------------------------------------------- | ------------------------------------------------------ | ---------------------------- | --------------------------------------------- | -------------- | ---------------- | ---------------------- | -------------- | ------------- |
| 1997                                           | Grand Theft Auto                                       | DMA Design                   | PS1                                           | Windows MS-DOS | GBC              |                        |                | 2D            |
| 1999                                           | Grand Theft Auto 2                                     | DMA Design                   | PS1 Dreamcast                                 | Windows        | GBC              |                        |                | 2D            |
| 2001                                           | Grand Theft Auto III                                   | DMA Design                   | PS2 Xbox                                      | Windows OS X   |                  | Android iOS Fire OS    |                | 3D            |
| 2002                                           | Grand Theft Auto: Vice City                            | Rockstar North               | PS2 Xbox                                      | Windows OS X   |                  | Android iOS Fire OS    |                | 3D            |
| 2004                                           | Grand Theft Auto: San Andreas                          | Rockstar North               | PS2 Xbox PS3 [ A ] Xbox 360 [ B ]             | Windows OS X   |                  | Android iOS WP Fire OS | Oculus Quest 2 | 3D            |
| 2008                                           | Grand Theft Auto IV                                    | Rockstar North               | PS3 Xbox 360                                  | Windows        |                  |                        |                | HD            |
| 2013                                           | Grand Theft Auto V                                     | Rockstar North               | PS3 Xbox 360 PS4 Xbox One PS5 Xbox Series X/S | Windows        |                  |                        |                | HD            |
| Razširitvene izdaje                            |                                                        |                              |                                               |                |                  |                        |                |               |
| 1999                                           | Grand Theft Auto: London 1969                          | Rockstar Canada              | PS1                                           | Windows MS-DOS |                  |                        |                | 2D            |
| 1999                                           | Grand Theft Auto: London 1961                          | Rockstar Canada              |                                               | Windows MS-DOS |                  |                        |                | 2D            |
| 2009                                           | Grand Theft Auto IV: The Lost and Damned               | Rockstar North               | PS3 Xbox 360                                  | Windows        |                  |                        |                | HD            |
| 2009                                           | Grand Theft Auto: The Ballad of Gay Tony               | Rockstar North               | PS3 Xbox 360                                  | Windows        |                  |                        |                | HD            |
| Izdaje za prenosne konzole                     |                                                        |                              |                                               |                |                  |                        |                |               |
| 2004                                           | Grand Theft Auto Advance                               | Digital Eclipse              |                                               |                | GBA              |                        |                | 3D            |
| 2005                                           | Grand Theft Auto: Liberty City Stories                 | Rockstar Leeds               | PS2                                           |                | PSP              | iOS Android Fire OS    |                | 3D            |
| 2006                                           | Grand Theft Auto: Vice City Stories                    | Rockstar Leeds               | PS2                                           |                | PSP              |                        |                | 3D            |
| 2009                                           | Grand Theft Auto: Chinatown Wars                       | Rockstar Leeds               |                                               |                | PSP DS           | iOS Android Fire OS    |                | HD            |
| Kompilacije in remasterji                      |                                                        |                              |                                               |                |                  |                        |                |               |
| 1999                                           | Grand Theft Auto: Director's Cut                       | DMA Design / Rockstar Canada | PS1                                           | Windows MS-DOS |                  |                        |                | 2D            |
| 2003                                           | Grand Theft Auto: The Classics Collection              | DMA Design / Rockstar Canada | PS1                                           | Windows        |                  |                        |                | 2D            |
| 2003                                           | Grand Theft Auto: Double Pack                          | Rockstar North               | PS2 Xbox                                      |                |                  |                        |                | 3D            |
| 2005                                           | Grand Theft Auto: The Trilogy                          | Rockstar North               | Xbox PS2                                      | Windows OS X   |                  |                        |                | 3D            |
| 2009                                           | Grand Theft Auto: Double Pack                          | Rockstar Leeds               | PS2                                           |                | PSP              |                        |                | 3D            |
| 2009                                           | Grand Theft Auto: Episodes from Liberty City           | Rockstar North               | Xbox 360 PS3                                  | Windows        |                  |                        |                | HD            |
| 2010                                           | Grand Theft Auto IV: Complete Edition                  | Rockstar North               | Xbox 360 PS3                                  | Windows        |                  |                        |                | HD            |
| 2021                                           | Grand Theft Auto: The Trilogy – The Definitive Edition | Grove Street Games           | Switch [ L ] PS4 PS5 Xbox One Xbox Series X/S | Windows        | Switch           | Android iOS            |                | 3D            |
| Opombe: 1. 2. 3. 4. 5. 6. 7. 8. 9. 10. 11. 12. |                                                        |                              |                                               |                |                  |                        |                |               |

## Povezani mediji
Serija se je širila tudi v druge formate. Knjiga Jacked: The Outlaw Story of Grand Theft Auto, ki jo je napisal David Kushner in opisuje razvoj serije, je bila objavljena leta 2012. Marca 2015 je BBC Two napovedal 90-minutni dokumentarec The Gamechangers, ki temelji na razvoju serije Grand Theft Auto. Režiral ga je Owen Harris, scenarij je napisal James Wood, glavne vloge sta odigrala Daniel Radcliffe kot Rockstarjev direktor Sam Houser in Bill Paxton kot odvetnik Jack Thompson. Maja 2015 je Rockstar vložil tožbo proti BBC-ju zaradi kršitve blagovne znamke, pri čemer je navedel, da družba ni bila vpletena v razvoj filma in da so neuspešno skušali stopiti v stik z BBC-jem, da bi rešili zadevo. Film je bil prvič predvajan 15. septembra 2015 na BBC Two.
Leta 2006 je založba McFarland & Company objavila knjigo The Meaning and Culture of Grand Theft Auto. Na 264 straneh, ki jih je uredil Nate Garrelts, je zbranih več esejev o seriji Grand Theft Auto, da bi občinstvu pomagali bolje razumeti igre s poudarkom, da je potrebno kritike iger skrbno obravnavati. Knjiga je razdeljena na dva dela: prvi obravnava vse kontroverznosti okoli serije, drugi pa teoretično obravnava igre brez polemik.
Roger Corman, ki je leta 1977 produciral s serijo nepovezan film Grand Theft Auto, je trdil, da ni bil izvedljiv noben poskus filmske adaptacije iger iz serije. Leta 2017 je izjavil, da je tožil »proizvajalca videoiger, ki mu je v celoti ukradel idejo« in da so se »izvensodno poravnali in mi dali nekaj denarja.« Dejal je, da je obdržal pravice, »vendar je način, kako je dejansko to zapisano v pogodbi, nekoliko nejasen« in da njegovi odvetniki analizirajo pogodbo, da bi dobili zagotovilo, da bo film lahko predelal. V Take-Two Interactive so se odzvali na Cormanove trditve in opozorili, da je podjetje »lastnik vseh pravic za filme, povezane s serijo videoiger Grand Theft Auto« in da »lahko in bo sprejelo ustrezne pravne ukrepe proti vsakomur, ki bo poskušal zlorabljati našo intelektualno lastnino s poskusom snemanja novega filma z naslovom Grand Theft Auto.« Trdili so, da podobne poskuse v preteklosti uspešno ustavili po sodni poti.

## Skupni elementi

### Igranje
Vsaka igra iz te serije omogoča igralcu, da prevzame vlogo kriminalca v velikem mestu, običajno posameznika, ki se namerava skozi igro povzpeti skozi vrste organiziranega kriminala. Igralcu dajejo glavni vodje mestnega podzemlja različne naloge, ki jih mora dokončati, da lahko napreduje skozi zgodbo. Redno so med njimi atentati in druga nasilna kazniva dejanja. Nekatere naloge vključujejo tudi prevažanje ljudi s taksiji ali avtobusi, gašenje požarov, ulične dirke in učenje upravljanja helikopterjev ter letal.
V kasnejših igrah, predvsem tistih po GTA 2, je igralcu podana bolj razvita zgodba, v kateri mora njegov lik prebroditi nesrečni dogodek (npr. izdajo, po kateri je bil prepuščen smrti), kar služi kot motivacija liku, da napreduje po kriminalni lestvici in na koncu zgodbe zmaga. Ključne dogodke v zgodbi ilustrirajo filmski videoposnetki.
Serija Grand Theft Auto spada v žanr videoiger igranja vlog, ki se imenujejo igre odprtega sveta in dajejo igralcu veliko svobode, saj se lahko prosto premika po igralnem območju. Tradicionalne akcijske igre so strukturirane kot enosledna serija stopenj z linearnim igranjem, v Grand Theft Auto pa se lahko igralec odloča, katere misije želi izvesti in njegov odnos z različnimi liki se spreminja na podlagi teh izbir. Starejša igra Turbo Esprit je ustvarjalce navdihnila za izdelavo iger, v katerih se lahko igralec pomika kamorkoli v katerikoli točki igranja. Tar je značilno za igre odprtega sveta, ki poleg misij v sklopu glavne zgodbe ponujajo tudi odprte zgradbe, kjer igralčev lik dobiva stranske naloge. Obstajajo tudi izjeme in glavne misije sledijo linearni glavni zgodbi. Te misije je treba opraviti, da se odklenejo nova območja v igri.
GTA III in nadaljevanja vsebujejo več glasovnega igranja in radijskih postaj, ki simulirajo vožnjo ob glasbi z didžeji, radijskimi osebnostmi, oglasi, pogovornimi oddajami, pop glasbo in ameriško kulturo.
Uporaba vozil v urbanem okolju, ki ga je mogoče raziskati, zagotavlja osnovno simulacijo delujočega mesta skupaj s pešci, ki na splošno upoštevajo prometno signalizacijo. Nadaljnje podrobnosti so bile izdelane za oblikovanje odprtega vzdušja, kar je bilo uporabljeno tudi v več drugih igrah, kot je The Simpsons: Hit & Run, kjer je manj poudarka na kriminalu ali nasilju, in Lego City Undercover, ki obrne vlogi policista in kriminalca, čeprav je igralec del igre pod krinko član tolp.
Kriminalna dejanja v igrah Grand Theft Auto ne ostanejo neopažena s strani policije. Ko igralec izvaja te nezakonite dejavnosti v igri, postane iskan, najvišjo raven iskanosti predstavlja pet ali šest zvezdic. Manjše kaznivo dejanje, kot je zbijanje pešcev, prinese eno zvezdico, medtem ko streljanje na policista prinese vsaj dve. Večje kot je število zvezdic, več je zasledovalcev in močnejši je odziv. Pri eni zvezdici igralca lovi le nekaj policijskih patrulj, medtem ko se pri petih ali šestih pregonu pridruži tudi vojska s tanki in jurišnimi helikopterji. Številne misije v igrah igralcu samodejno dvignejo raven iskanosti po določenem dogodku, nato pa se mora znebiti zvezdic za uspešen zaključek misije. Pogosto med poskusom bega pred policijo igralec postane še bolj iskan. Igralec se nato lahko izogne pregonu tako, da se za nekaj časa fizično skrije pred policijo ali da porabi denar v igri na določenih lokacijah, ki omogočajo izogib policiji (npr. garaža z možnostjo modificiranja ali prebarvanja vozila). Če igralčev lik umre, se bo ponovno pojavil v bolnišnici brez zvezdic, vendar pa s tem izgubi tudi denar, orožje in druge ugodnosti, ki si jih je pridobil pred tem. Koncept igranja z ravnijo policijskega pregona je postal običajen v podobnih igrah v odprtem svetu.

### Prizorišče
Večina iger iz serije Grand Theft Auto se odvija v izmišljenih parodijah znanih ameriških mest v različnih časovnih obdobjih. Igre so razdeljene v tri različne svetove (2D, 3D in HD), ki ima vsako svojo interpretacijo predhodno uveljavljenih prizorišč. Svetovi si delijo imena mest, več blagovnih znamk in stranskih likov, ki se fizično v njih nikoli ne pojavijo (z nekaj izjemami), sicer pa veljajo za ločene kontinuitete.

#### Liberty City
Liberty City, ki temelji na New Yorku, je eno od treh prvotnih mest, predstavljenih v GTA. Gre za prvo prizorišče, ki je na voljo igralcu. Mesto obsega dve kopenski površini (veliko na jugovzhodu in manjšo na severovzhodu) in osrednji otok, ki je podoben Manhattnu. Ob reki, ki ločuje tri glavne otoke, sta prikazana še dva manjša otoka. Prizorišče vključuje tudi sosednjo državo New Guernsey (parodijo na New Jersey), ki zavzema severozahodni del zemljevida. Vsi štirje večji otoki so razdeljeni na več okrožij, ki so jih navdihnila okrožja New Yorka in New Jerseyja.
Prenovljena različica Liberty Cityja je bila predstavljena v igri GTA III (dogaja se leta 2001). To prizorišče je bilo le ohlapno zasnovano na New Yorku in je vključevalo elemente iz drugih mest ZDA, kot so Filadelfija, Detroit, Boston, Chicago in Baltimore. Mesto obsega tri glavne otoke, ki se postopoma odklenejo z napredovanjem zgodbe igre: Portland (temelji na industrijskih območjih Brooklyna in Queensa z dodatnimi elementi iz Manhattna in Long Islanda), Staunton Island (temelji večinoma na Manhattnu) in Shoreside Vale (ohlapno temelji na Severnem Jerseyju, Bronxu, Staten Islandu in severnem delu zvezne države New York). Otoki so povezani s cestnimi mostovi in sistemom podzemnih predorov. V Shoreside Valeu je mogoče najti predor, ki vodi iz Liberty Cityja, vendar je igralcu nedostopen. Ta posebna različica Liberty Cityja se je pojavila tudi v GTA Advance (dogaja se leta 2000) in GTA: LCS (dogaja se leta 1998), vendar z dodanimi nekaj spremembami, ki odražajo različna časovna obdobja. Mesto je omenjeno tudi v GTA VC in GTA SA, v katerem je bilo celo prizorišče ene od misij.
Tretja različica Liberty Cityja je bila predstavljena v GTA IV in njegovih razširitvenih paketih GTA TLAD in GTA TBOGT (vse tri se dogajajo leta 2008) ter igri za prenosno konzolo GTA CTW (dogajanje leta 2009). To prizorišče je zelo podobno New Yorku in je sestavljeno iz štirih glavnih okrožij, ki se odprejo z napredovanjem zgodbe: Broker (na podlagi Brooklyna), Dukes (na podlagi Queensa), Bohan (na podlagi The Bronxa) in Algonquin (na podlagi Manhattna). Umestitev teh okrožij zrcali položaj njihovih realnih podlag: Broker in Dukes zasedata veliko kopno na jugovzhodu, medtem ko Bohan tvori lasten manjši otok na severovzhodu, Algonquin pa deluje kot osrednji otok mesta. Prizorišče vključuje tudi tri manjše otoke – Charge (Randall's Island), Colony (Roosevelt) in Happiness Island (Liberty Island) – ter četrto kopensko površino Alderney, ki se nahaja zahodno od Algonquina in velja za lasno neodvisno državo (podobno kot New Jersey). Slednjega v GTA CTW ni. Vsi otoki razen Hapiness Islanda so med seboj povezani s cestnimi mostovi, podzemnimi predori in sistemom podzemne železnice. Nobena pot ne vodi iz mesta.

#### San Andreas
San Andreas, ki temelji na San Franciscu, je eno od treh prvotnih mest, predstavljenih v GTA. Gre za drugo prizorišče, ki je na voljo igralcu. Kraj obsega dve kopenski masi: velik severni del, ki je razdeljen na petnajst okrožij in se na splošno šteje za mestno jedro, in manjši otok na jugovzhodu, ki ga sestavlja samo eno okrožje in deluje kot območje mestnih pristanišč. Severno kopensko maso naprej deli dolina Aye, ki seka osrčje območja od vzhoda proti zahodu.
V GTA SA (z dogajanjem leta 1992) je bila predstavljena prenovljena različica San Andreasa v obliki države in ne mesta. Država, ki temelji na Kaliforniji in Nevadi, obsega dve kopenski masi, ločeni z reko in obdani z morji. Na južnem delu zemljevida se nahajata mesti Los Santos (temelji na Los Angelesu) in San Fierro (temelji na San Franciscu), ki sta ločeni z obsežnimi gozdnimi in goratimi območji. Nasprotno pa se severno nahaja velika puščavska regija, ki vključuje le eno mesto – Las Venturas (temelji na Las Vegasu). Obe kopenski masi imata dodatna podeželska naselja, ki so manj naseljena kot tri večja mesta. Mesa so povezana s sistemom železniških tirov, vsako pa ima letališče, s katerim lahko igralec hitro odpotuje iz enega mesta v drugo. Na začetku igre ima igralec dostop le do Los Santosa, preostali del zemljevida se postopno odklene z napredovanjem zgodbe.
Tretja različica San Andreasa se je pojavila v GTA V (postavljen v leto 2013), kjer je bila spet predstavljena kot država. Igra se odvija le po južnem delu države, ki je upodobljen kot velik otok, ki se nahaja na neznani oddaljenosti od celine ZDA. Južni del otoka večinoma zaseda mesto Los Santos (ki je veliko bolj podobno Los Angelesu kot preostali del San Andreasa), medtem ko je severni del, imenovan Blaine County, manj poseljen in vključuje obsežna območja puščave, gozda, gora in nekaj majhnih mest. Ta različica San Andreasa je trenutno edino prizorišče v seriji, ki ne vsebuje nobenih omejitev zemljevida, kar igralcem omogoča raziskovanje celotnega otoka že takoj na začetku igre. Los Angeles je bil temeljito raziskan za ustvarjanje igre GTA V. Ekipa je organizirala terenske raziskovalne izlete s turističnimi vodniki in arhitekturnimi zgodovinarji in med temi obiski posnela okoli 250.000 fotografij ter več ur video posnetkov. Vse od izdaje igre je bilo že za stotine zgradb v igri ugotovljenih, da temeljijo na znamenitostih iz resničnega sveta. Sam Sweet iz NewYorkerja je ugotavljal, da je z igranjem igre, ki je dosegla 13 milijonov prodanih izvodov, »več ljudi živelo v namišljeni državi Los Santos kot pa v resničnem mestu, na katerem je bila zasnovana.«

#### Vice City
Vice City, ki temelji na Miamiju, je eno od treh prvotnih mest, predstavljenih v GTA. Gre za tretje prizorišče, ki je na voljo igralcu. Mesto obsega eno veliko kopensko maso, razdeljeno na osem okrožij, ki tvorijo mestno jedro, in manjši otok Vice Beach na severovzhodu. Tako kot njegov resnični dvojnik je tudi Vice City upodobljen kot tropsko mesto, ki ga od drugih dveh v igri zlahka ločimo po plažah in palmah.
V GTA VC (dogajanje v letu 1986) je bila predstavljena prenovljena različica Vice Cityja. Mesto je sestavljeno iz dveh glavnih kopenskih mas, Vice City Beach in Vice City Mainland, ki sta ločeni z večjo vodno površino in povezani med seboj in z dvema manjšima otokoma, Starfish Islandom ter Prawn Islandom, z vrsto cestnih mostov. Na začetku igre ima igralec dostop samo do Vice City Beacha, preostanek mesta pa se postopno odklene z napredovanjem zgodbe. Isto prizorišče je bilo uporabljeno tudi v predzgodbi GTA VCS, ki se dogaja v letu 1984, čeprav je bilo dodanih tudi nekaj sprememb, ki odražajo drugo časovno obdobje.
Različica Vice Cityja v HD vesolju še ni bila predstavljena, je pa bila omenjena v GTA IV in GTA V.

#### Druga prizorišča
Razširitvena paketa London 1969 in London 1961 za GTA se odvijata v izmišljeni različici Londona v šestdesetih letih prejšnjega stoletja. Gre za edini igri v seriji, ki se odvijata zunaj ZDA. Del mesta, upodobljen v igrah, temelji na osrednjem Londonu, čeprav je močno zgoščen in večinoma geografsko nenatančen. Sestavljen je iz dveh kopenskih mas, ki ju ločuje reka Temza in povezuje več cestnih mostov. V igrah je predstavljena tudi izmišljena različica Manchestra.
GTA 2 je postavljen v Anywhere City, izmišljeno ameriško retrofuturistično metropolo, ki nima očitnega navdiha iz kateregakoli resničnega mesta. Prizorišče je sestavljena iz treh območij, med katerimi igralec prehaja ob napredovanju zgodbe: okrožje v središču mesta, stanovanjsko okrožje in industrijsko okrožje. Vsako je prikazano kot ločen otok. Igra je postavljena v nedoločeno časovno obdobje, nasprotujoči si viri namigujejo na katerikoli čas iz treh tednov v prihodnosti do leta 2013, medtem ko igra sama vsebuje več sklicev na novo tisočletje, ki prihaja, kar jo postavlja v leto 1999.
GTA V prikazuje tudi izmišljeno mesto Ludendorff v zvezni državi North Yankton (parodija na Severno Dakoto), ki je prizorišče dveh misij in je zunaj njiju nedostopno. Posodobitev za GTA Online iz leta 2020, The Cayo Perico Heist, je predstavila istoimenski izmišljeni otok, tropski raj ob karibski obali Kolumbije, ki je v zasebni lasti zloglasnega mamilarskega šefa Juana »El Rubia« Stricklerja. Otok zanj predstavlja bazo za pretovarjanje robe in mesto za zabave, navdih pa črpa z otoka Norman's Cay in posesti Pabla Escobarja Hacienda Napoles. Cayo Perico je edino prizorišče v seriji poleg Londona, ki se ne nahaja v ZDA.

### Glasovni igralci
V seriji se je predstavilo veliko različnih glasovnih igralcev. Originalni GTA, njegova razširitvena paketa in nadaljevanje, pa tudi GTA Advance in GTA CTW niso vsebovali glasov, ki bi zahtevali igralce za posamezne vloge. Prva igra v seriji s to lastnostjo je bila GTA III, kjer je kljub omejenemu proračunu in takrat še nizki prepoznavnosti serije sodelovalo več pomembnih filmskih in televizijskih igralcev. Med njimi so bili Frank Vincent, Michael Madsen in Kyle MacLachlan, ki so imeli vsi vidne vloge. Do takrat je bilo redko, da bi pri video igri sodelovali tako odmevni igralci, tako da GTA III velja za pionirja pri tem. Naslednja igra GTA VC je vključevala več filmskih igralcev, vključno z Rayem Liotto, ki je posodil glas protagonistu. Čeprav so tudi pri naslednji izdaji GTA SA sodelovali številni pomembni filmski igralci, kot so Samuel L. Jackson, Peter Fonda in James Woods, je bilo odločeno, da je treba uporabo takšnih igralcev zmanjšati, zlasti za glavne vloge. Kot rezultat so številne pomembne vloge v GTA SA odigrali manj poznani igralci ali raperji.
Od GTA LCS do GTA V je serija še naprej uporabljala manj znane igralce za glasove glavnih oseb, ob njih pa slavne in resnične radijske osebnosti za glasove DJ-jev številnih radijskih postaj, predstavljenih v vsaki igri. Nekatere igre prikazujejo tudi znane osebnosti, ki so upodobile same sebe, med njimi Lazlow Jones, Phil Collins, Ricky Gervais, Katt Williams in Dr. Dre.

## Kontroverznost
Glede na podatke Guinnessove knjige rekordov iz let 2008 in 2009 gre za najbolj kontroverzno serijo videoiger v zgodovini, saj je bilo na to temo objavljeno več kot 4000 člankov, ki vključujejo obtožbe o poveličevanju nasilja, korupcije in povezavah z resničnimi zločini.

### Grand Theft Auto
Igre so sporne že od prvega dela serije. GTA je bil v Združenem kraljestvu, Nemčiji in Franciji obsojen zaradi njegove »ekstremne nasilnosti«, Brazilija pa ga je popolnoma prepovedala. Publicist Max Clifford je plasiral senzacionalne zgodbe v tabloide, s čimer je prispeval k dvigu prodaje prve igre.

### Grand Theft Auto III
Polemike o kontroverznosti so se ponovno razplamtele z izdajo igre GTA III, saj je 3D grafika nasilje naredila bolj realistično, poleg tega so igralci lahko denimo plačali tudi storitve prostitutk, s čimer so liku napolnili življenjsko energijo, če so želeli pa so jih lahko tudi ubili in s tem dobili nekaj denarja nazaj.
Pojavila se je tudi kritika glede osredotočenosti na nezakonite dejavnosti v primerjavi s tradicionalnimi »junaškimi« vlogami, ki jih ponujajo druge igre. Glavni lik lahko zagreši najrazličnejše zločine in nasilna dejanja, vključno z ubijanjem policistov in vojakov, ter se ob tem spopada samo z začasnimi posledicami.

### Grand Theft Auto Vice City
Tudi šesta igra iz serije, GTA VC, je naletela na kritike. Predvsem je bila na udaru misija, v kateri mora igralec sprožiti vojno med haitijskimi in kubanskimi tolpami. Kritizirale so jo v prvi vrsti skupine, ki so se borile proti diskriminaciji teh skupin priseljencev.
Jean-Robert Lafortune iz skupine, ki si je prizadevala za sožitje med Haitijci in Američani, je izjavil, da igra ne bi smela biti ustvarjena tako, da se uničujejo človeška življenja in etnične skupine. Predvsem se je obregnil ob žaljivke, ki jih je lik v igri Diaz uporabljal za Haitijce ob sporu z njimi. Po grožnji s tožbo je Rockstar odstranil pridevnik haitijski iz fraz z žaljivkami.

### Grand Theft Auto San Andreas
GTA SA je bil sprva kritiziran zaradi svojih »gangsterskih« elementov, ki vključujejo droge, prostitucijo in umore. Kasneje je bil deležen dodatnih kritik ob odkritju interaktivne mini igre spolnega odnosa z oznako Hot Coffee (Vroča kava). Ob izidu je bila izrezana iz igre, vendar pa je ostala v njeni kodi in je bila odkrita v različicah za konzole in Windows.
Po izdaji GTA SA je predelovalcem uspelo najti neuporabljeno kodo v igri in so izdajali neuradne popravke igre za Windows, Xbox in PlayStation 2 z uporabo kode Action Replay, ki je igralcu omogočila aktivacijo mini igre spolnega odnosa. Te mini igre so ostale delno nespremenjene v izvorni kodi. To je igri prineslo oceno AO (Adults Only - samo za odrasle, nad 18 let) za različico, ki je kodo vsebovala. Take-Two Interactive je bil prisiljen ponovno izdati igro, da bi spet pridobil oceno M (Mature – zreli, nad 17 let). Zaradi kode Vroča kava je bila proti Take-Two Interactive vložena tudi skupinska tožba.

### Grand Theft Auto IV
Ena od polemik, povezanih s to igro, je bila kritika s strani organizacije Matere proti vožnji pod vplivom alkohola (Mothers Against Drunk Driving - MADD) glede možnosti pijančevanja in vožnje pod vplivom alkohola. MADD je celo zahtevala, da se oznaka spremeni iz M (nad 17 let) v AO (nad 18 let), saj se jim je zdelo neprimerno, da tudi sedemnajstletniki doživljajo vožnjo pod vplivom alkohola na tak način. V končni verziji igre je ta možnost ostala, vendar je bila tretirana kot zločin, ki je avtomatsko sprožil policijski pregon, glavni lik Niko Bellic pa glasno in pijano izjavi, da je bila to slaba ideja in da bi moral vedeti, da bi moral ravnati drugače.
V razširitvah za GTA IV, TLAD in TBOGT je nemogoče voziti pijan, saj so bile te objavljene po kritikah. Se je pa ta možnost ponovno pojavila v naslednji igri GTA V.

### Grand Theft Auto IV: The Lost and Damned
Razširitveni paket za GTA IV – TLAD je obsodila ameriška skupina staršev Common Sense Media, ki je izdala javno opozorilo proti vsebini igre zaradi prizora s popolnoma golo sprednjo stranjo telesa. Trdili so, da je igra »bolj kontroverzna kot njene predhodnice,« ker je vsebovala »popolno frontalno moško goloto«.

### Grand Theft Auto Chinatown Wars
Nintendo je želel, da naredimo igro Grand Theft Auto. Mi smo želeli narediti igro za njihovo platformo, nismo pa želeli, da bi naredili različico za otroke, niti nismo bili zainteresirani za izdelavo igre, kakršne običajno ne bi naredili.

Dan Houser o ustvarjanju igre GTA CTW za Nintendo DS.
Pojavilo se je nekaj polemik okoli mini igre z drogami vključno s komentarji, da so igre za Nintendo načeloma namenjene otrokom (kljub dejstvu, da je igra dobila oznako M – nad 17 let). Mini igra z drogami omogoča igralcem, da prodajajo šest vrst mamil po mestu, vendar je dobiček, ki ga igralec ustvari, odvisen od tržnih razmer, ki vladajo na območju, kjer prodaja droge in kako pogosto to tam počne.

### Grand Theft Auto V
Razburjenje v zadnji izdaji igre je povzročil del, ki vsebuje mučenje, ki ga izvaja igralec. Misija By the Book prikazuje grafične prikaze tresenja z elektriko, puljenja zob, simulacije utapljanja in pretepanja s težkimi predmeti, igralec pa mora izvajati mučenje, da lahko napreduje v igri.
Dobrodelna organizacija Freedom from Torture s sedežem v Združenem kraljestvu je javno obsodila uporabo prizorov mučenja v GTA V. Ukvarja se namreč z rehabilitacijo preživelih po mučenju in se je s tem pridružila drugim dobrodelnim organizacijam za človekove pravice, ki so bile ogorčene nad prizorom mučenja v igri, v kateri morajo igralci puliti zobe in tresti z električnim tokom neoboroženega človeka, da bi pridobili potrebne informacije. Izvršni direktor organizacije Keith Best je izjavil: »Rockstar North je prestopil mejo, saj je ljudi dejansko prisilil, da prevzamejo vlogo mučitelja in izvedejo vrsto neizrekljivih dejanj, če želijo doseči uspeh v igri.«
Igro so obtožili tudi seksizma. Los Angeles Times je ocenil, da so satirične upodobitve žensk v igri nekreativne in dodal, da nasilne in seksistične teme škodujejo izkušnji v igri. Edge je opozoril, da čeprav »vsaka ženska v igri obstaja samo zato, da bi se ji posmehovali,« je glavne junake, ki so vsi moški, obravnavala na podoben način skozi njihovo stereotipno nagnjenost k nasilju. Sam Houser, soustanovitelj podjetja Rockstar Games, je menil, da je razvojna ekipa včasih spregledala upodobitev žensk v igrah serije Grand Theft Auto, vendar se je teža moških likov ujemala z zgodbo, ki so jo želeli povedati.

### Tožbe
Več zvezdnikov je tožilo Rockstar Games in/ali Take-Two Interactive zaradi domnevnega kršenja njihovih pravic do intelektualne lastnine ali osebnostnih pravic, vključno s hip-hop glasbenikom Dazom Dillingerjem, Karen Gravano iz Mob Wives in igralko Lindsay Lohan.

#### Tožbe Jacka Thompsona
Nekdanji odvetnik Jack Thompson je bil vpleten v številne poskuse, da bi družine, ki so bile žrtve umorov, dosegle, da bi ustvarjalci serije Grand Theft Auto odgovarjali za smrt njihovih najdražjih. Zaradi svojega ravnanja v teh in podobnih primerih je bil Thompson leta 2008 izločen, Odvetniška zbornica Floride pa mu je naložila več kot 100 000 dolarjev denarne kazni.
20. oktobra 2003 sta družini Aarona Hamela in Kimberly Bede, dveh mladih oseb, ki sta jih ustrelila najstnika William in Josh Buckner (ki sta preiskovalcem povedala, da je njuna dejanja navdihnila igra GTA III), vložili tožbo za 246 milijonov ameriških dolarjev proti založnikoma Rockstar Games in Take-Two Interactive Software, prodajalcu Walmart in proizvajalcu PlayStationa 2 Sony Computer Entertainment America. Rockstar in njegovo matično podjetje Take-Two sta vložila zahtevo za zavrnitev tožbe, pri čemer sta na okrožnem sodišču ZDA 29. oktobra 2003 navedla, da so ''ideje in koncepti ter domnevni psihološki učinki na Bucknerjeva zaščiteni s prvim amandmajem klavzule o svobodi govora.'' Odvetnik žrtev Jack Thompson je temu ugovarjal, vendar ni uspel v poskusu, da bi tožbo premaknil na državno sodišče in se skliceval na zakon o varstvu potrošnikov Tennesseeja. Dva dneva pozneje so tožniki vložili obvestilo o prostovoljnem odstopu od pregona in zadeva je bila zaključena.
Februarja 2005 je bila proti razvijalcem in distributerjem serije Grand Theft Auto vložena tožba, ki je trdila, da so igre krive, da je najstnik ustrelil in ubil tri pripadnike policijskih sil Alabame. Streljanje se je zgodilo junija 2003, ko je policija v Fayette v Alabami pripeljala na zaslišanje zaradi kraje vozila Devina Moora, ki je bil takrat star 17 let. Moore je takrat enemu od policistov ukradel pištolo in ga z njo ustrelil ter ubil še drugega policista in dispečerja, preden je pobegnil s policijskim avtomobilom. Eden od Moorovih odvetnikov je bil Jack Thompson, ki je trdil, da je grafična narava Grand Theft Auto ob konstantnem igranju zakrivila, da je Moore zagrešil te umore, s čimer se je strinjala tudi Moorova družina. Odškodnino so zahtevali od podružnic trgovin GameStop in Wal-Mart v Jasperju v Alabami, kjer sta bila kupljena GTA III in GTA VC, ter pri založniku iger Take-Two Interactive in proizvajalcu PlayStation 2 Sony Computer Entertainment. 29. marca 2006 je bila tožba zavrnjena, prav tako pa tudi možnost pritožbe na to sodbo.
Maja 2005 se je Jack Thompson pojavil v oddaji Glenn Beck na CNN-jevem programu Headline News. Tam je omenil Devina Moora in glede iger GTA III in GTA VC dejal: »Ni dvoma [...], da brez usposabljanja na tem simulatorju ubijanja policistov Devin Moore ne bi mogel ubiti treh policistov v Fayetteu v Alabami, da so zdaj mrtvi in pokopani. Tožimo Take-Two, Sony, Wal-Mart in GameStop, ker so ga usposobili za ubijanje. Ni imel zgodovine nasilja ali kazenske evidence.«
Septembra 2006 je Thompson vložil novo tožbo in trdil, da je Cody Posey obsesivno igral te igre, preden je na ranču v Albuquerqueju v Novi Mehiki umoril svojega očeta Delberta Paula Poseyja, mačeho Tryone Schmid in njeno hčerko Marileo Schmid. Tožba je bila vložena v imenu družin žrtev. V tožbi so navedli, da do umorov ne bi prišlo, če Posey ne bi obsesivno igral GTA VC. Tožene stranke so bile Cody Posey, Rockstar Games, Take-Two Interactive in Sony, v tožbi pa so zahtevali 600 milijonov ameriških dolarjev odškodnine. Med sojenjem je obrambna ekipa trdila, da je Poseyja oče zlorabljal, mačeha pa naj bi ga mučila, poleg tega pa je v času umorov jemal zdravilo Zoloft. Tožba je bila decembra 2007 zavrnjena.

### Modifikacije oboževalcev
Modificiranje vsebine iger serije Grand Theft Auto, bodisi v samih igrah, bodisi preko druge programske opreme, je skupnost igralcev izvajala že od začetka tretjega tisočletja, pri čemer je bilo ena prvih večjih pretvorb preoblikovanje mesta Liberty City iz GTA III v grafiko iz GTA VC. Okoli leta 2017 je Take-Two začel ukrepati proti temu z izdajo pisem o prekinitvi izdelovalcem OpenIV, ki je igralcem omogočalo spreminjanje vsebine iz GTA IV in GTA V. Pri Take-Two so takrat izjavili, da niso proti samim preurejanjem iger, ampak da želijo preprečiti nedavne zlonamerne modifikacije, ki so omogočale nadlegovanje igralcev in s tem motile izkušnjo GTA Online za vse, dodali pa so, da sodelujejo z OpenIV, da bi našli sprejemljivo rešitev. Razvijalci OpenIV so se po več krogih razprav z vodstvom Take-Two odločili, da odstranijo orodje iz obtoka. Pri Take-Two so takrat podali izjavo, da ne bodo ukrepali proti preoblikovanjem igre za enega igralca. Leta 2019 so izjavo posodobili, da bi izključili igralce, ki so preoblikovali igre in ob tem vključevali drugo njihovo intelektualno lastnino ali so ustvarjali nove igre, zgodbe, misije ali zemljevide.
Skupnost modifikatorjev iger Grand Theft Auto je delovala v skladu s tem odzivom in nadaljevala z razvijanjem novih vsebin v mejah, ki jih je določil Take-Two. Februarja 2021 je Take-Two izdal dokument Zakon o avtorskih pravicah digitalnega tisočletja (DMCA), ki je odstranil dva projekta preko GitHuba, ki sta spremenila izvorno kodo za igri GTA III in GTA VC, pri čemer je zatrdil, da je tak način prepovedan s strani združenja EULA. 10. junija 2021 so modifikatorji vložili ugovor – v skladu s pravili DMCA je bila izvorna koda obnovljena po dveh tednih. Izvršni direktor Take-Two Strauss Zelnick je izjavil, da ima podjetje ''precej prilagodljiv'' pogled na uporabniške modifikacije in zatrdil, da če ''bo njihova ekonomija ogrožena ali če bo vse skupaj vodilo v slabo vedenje, vedo, kako to opredeliti in bodo izdali obvestilo o odstranitvi.'' Kljub temu je podjetje septembra 2021 nadaljevalo z vložitvijo tožbe v Kaliforniji proti modifikatorjem, pri čemer je zatrdilo, da se ti programerji ''dobro zavedajo, da nimajo pravice do kopiranja, prilagajanja ali distribucije izpeljane izvorne kode GTA ali avdiovizualnih elementov iger, s čimer to početje predstavlja kršitev avtorskih pravic.'' Kot del tožbe je Take-Two oktobra 2021 izdal še obvestilo o odstranitvi modifikacij na GitHubu. Modifikatorji so v svojem pravnem odgovoru zatrdili, da je bila uporaba sredstev v okviru poštene uporabe, saj so bile njihove različice transformativne narave in ker niti Rockstar niti Take-Two že leta nista izdala nobene nove izdaje, s tem niso škodili komercialnim obetom iger.

## Sprejem
Vse od izdaje GTA III leta 2001 je bila serija Grand Theft Auto velik uspeh, tako med kritiki kot tudi finančno. Prodali so več kot 370 milijonov enot, s čimer so postali peta najbolj prodajana franšiza videoiger vseh časov, za Nintendovima Mariom in Pokemonom, Activisionovim Call of Duty in Tetrisom.
Leta 2006 je bil Grand Theft Auto izbran za enega od 10-ih najboljših britanskih izdelkov po izboru British Design Quest, ki sta ga organizirala BBC in Design Museum. Igra se je pojavila na seznamu britanskih izvoznih ikon, ki je vključeval Concorde, Jaguar E-Type, Aston Martin DB5, Mini, World Wide Web, Tomb Raider, telefonsko govorilnico K2, mrežo londonske podzemne železnice, avtobus AEC Routemaster in Supermarine Spitfire.
Serija je podrla več rekordov, zaradi česar je bila posebej omenjena zaradi desetih svetovnih rekordov v Guinnessovi knjigi rekordov 2008. Ti vključujejo največ gostujočih zvezd v seriji videoiger, največja zasedba glasovnih igralcev v videoigri (GTA SA), najdaljši seznam pesmi, uporabljenih v videoigri (GTA SA) in najuspešnejši izdelek za zabavo vseh časov (GTA V). Guinnessova knjiga rekordov je serijo Grand Theft Auto uvrstila na tretje mesto na svojem seznamu najboljših 50 videoiger vseh časov na podlagi začetnega vpliva in trajne zapuščine. GTA SA je v Guinnessovi knjigi rekordov 2009 navedena kot najuspešnejša igra za PlayStation 2.
GTA III, GTA SA in GTA VC trenutno zasedajo 2., 5. in 6. mesto na lestvici najbolje ocenjenih iger za PlayStation 2 na strani Metacritic, medtem ko je GTA CTW ocenjena kot najboljša igra za Nintendo DS in druga najboljša za PlayStation Portable. GTA IV je trenutno ocenjen kot druga najboljša igra vseh časov z oceno 98 in zaostaja le za The Legend of Zelda: Ocarina of Time. Ob tem se več iger nahaja tudi na Metacriticovi lestvici najboljših računalniških iger vseh časov, in sicer GTA VC (12. mesto), GTA III (28. mesto), GTA SA (35. mesto) in GTA V (3. mesto). Na lestvici najboljših iger za Xbox 360 sta tudi GTA TLAD (35. mesto) in GTA TBOGT (59. mesto).
| Igra                                     | GameRankings                                                      | Metacritic                                    |
| ---------------------------------------- | ----------------------------------------------------------------- | --------------------------------------------- |
| Grand Theft Auto                         | (PC) 78,5 % (PS1) 70,7 % (GBC) 57,3 %                             | —                                             |
| Grand Theft Auto: London 1969            | (PC) 75,4 % (PS1) 69,0 %                                          | —                                             |
| Grand Theft Auto 2                       | (PC) 72,5 % (DC) 69,8 % (PS1) 69,1 % (GBC) 43,3 %                 | (PS1) 70                                      |
| Grand Theft Auto III                     | (PS2) 94,9 % (PC) 93,5 %                                          | (PS2) 97 (Xbox) 96 (PC) 93                    |
| Grand Theft Auto: Vice City              | (PS2) 94,2 % (PC) 94,5 %                                          | (Xbox) 96 (PS2) 95 (PC) 94                    |
| Grand Theft Auto: San Andreas            | (PS2) 95,1 % (Xbox) 92,3 % (PC) 92,0 %                            | (PS2) 95 (Xbox) 93 (PC) 93                    |
| Grand Theft Auto Advance                 | (GBA) 70,6 %                                                      | (GBA) 68                                      |
| Grand Theft Auto: Liberty City Stories   | (PSP) 87,4 % (PS2) 77,3 %                                         | (PSP) 88 (PS2) 78                             |
| Grand Theft Auto: Vice City Stories      | (PSP) 85, 1% (PS2) 75,5 %                                         | (PSP) 86 (PS2) 75                             |
| Grand Theft Auto IV                      | (PS3) 97,4 % (X360) 96,3 % (PC) 89,1 %                            | (PS3) 98 (X360) 98 (PC) 90                    |
| Grand Theft Auto IV: The Lost and Damned | (PC) 94,0 % (PS3) 94,0 % (X360) 89,8 %                            | (X360) 90 (PS3) 88                            |
| Grand Theft Auto: Chinatown Wars         | (NDS) 92,9 % (PSP) 90,4 %                                         | (NDS) 93 (PSP) 90                             |
| Grand Theft Auto: The Ballad of Gay Tony | (PC) 90,0 % (PS3) 90,0 % (X360) 89,6 %                            | (X360) 89 (PS3) 87                            |
| Grand Theft Auto V                       | (XONE) 98,0 % (PS3) 97,0 % (PS4) 96,2 % (X360) 96,2 % (PC) 94,9 % | (XONE) 97 (PS3) 97 (PS4) 97 (X360) 97 (PC) 96 |

### Prodaja
| Leto                           | Igra                                         | Prodaja       | Dobljene oznake                                                                         |
| ------------------------------ | -------------------------------------------- | ------------- | --------------------------------------------------------------------------------------- |
| 1997                           | Grand Theft Auto                             | 3,5 milijona+ | PS1 Greatest Hits, Platinum                                                             |
| 1999                           | Grand Theft Auto: London 1969                |               |                                                                                         |
| 1999                           | Grand Theft Auto: London 1961                |               |                                                                                         |
| 1999                           | Grand Theft Auto 2                           | 1 milijon     | PS1 Greatest Hits                                                                       |
| 2001                           | Grand Theft Auto III                         | 17,5 milijona | PS2 Greatest Hit', Platinum                                                             |
| 2002                           | Grand Theft Auto: Vice City                  | 20 milijonov  | PS2 Greatest Hits, Platinum                                                             |
| 2004                           | Grand Theft Auto: San Andreas                | 27,5 milijona | PS2 Greatest Hits, Platinum Xbox Platinum Hits PS3 Greatest Hits Xbox 360 Platinum Hits |
| 2004                           | Grand Theft Auto Advance                     | 100 000       |                                                                                         |
| 2005                           | Grand Theft Auto: Liberty City Stories       | 8 milijonov   | PSP Greatest Hits, Platinum PS2 Platinum                                                |
| 2006                           | Grand Theft Auto: Vice City Stories          | 4,5 milijona  | PSP Greatest Hits, Platinum PS2 Platinum                                                |
| 2008                           | Grand Theft Auto IV                          | 25 milijonov+ | PS3 Greatest Hits, Platinum Xbox 360 Platinum Hits                                      |
| 2009                           | Grand Theft Auto IV: The Lost and Damned     | 1 milijon+    |                                                                                         |
| 2009                           | Grand Theft Auto: Chinatown Wars             | 200 000       | PSP Greatest Hits                                                                       |
| 2009                           | Grand Theft Auto: The Ballad of Gay Tony     |               |                                                                                         |
| 2009                           | Grand Theft Auto: Episodes from Liberty City | 160 000+      | PS3 Greatest Hits Xbox 360 Platinum Hits                                                |
| 2013                           | Grand Theft Auto V                           | 130 milijonov | PS3 Greatest Hits Xbox 360 Platinum Hits                                                |
| Skupna prodaja: 235 milijonov+ |                                              |               |                                                                                         |

## Podobne igre
Izid igre GTA III velja za pomemben dogodek v zgodovini videoiger, podobno kot izid igre Doom skoraj desetletje prej.
V intervjujih ob 10. obletnici izida igre GTA III je producent serije iger Street Fighter Yoshinori Ono dejal: »Ne bi šlo za pretiravanje, če bi rekli, da je GTA III spremenil industrijo in v bistvu lahko ločimo čas na obdobje pred in obdobje po njenem nastanku.« V istem članku je direktor studiev Bethesda Todd Howard povedal: »Pokazatelj resnično odlične igre je, koliko ljudi jo skuša posnemati in jim ne uspe. Za te igre je vrsta zares dolga.«
Naslednje igre, ki so sledile slogu igre z vožnjo in streljanjem, so bile imenovane »kloni GTA«. Nekateri recenzenti so to oznako pripisali celo seriji iger Driver, čeprav je začela izhajati pred GTA III. Kloni GTA spadajo med 3D akcijsko-pustolovske igre, kjer lahko igralci med raziskovanjem odprtega sveta vozijo katerokoli vozilo ali streljajo s katerimkoli orožjem. Te igre pogosto vključujejo nasilne in kriminalne teme. Med pomembnejše igre, ki so primerljive z GTA, spadajo Saints Row, Scarface: The World Is Yours, True Crime: Streets of LA, Watch Dogs, Sleeping Dogs, Just Cause, Mafia in The Godfather.